# Фьор, Клод
Клод Фьор (Ногаро, 23 июля 1955 — 13 декабря 2001 Ногаро) — механик, изобретатель и конструктор гоночных велосипедов, мотоциклов и автомобилей. Известен оригинальной конструкцией подвески переднего колеса мотоциклов, которая стала массово применимой с середины 2000-х годов в виде BMW Duolever, а также удачными шасси мотоциклов и болидов Формулы-4.

## Биография
По воспоминаниям современников, Клод Фьор обладал уникальным инженерным даром и постоянно изобретал новые элементы конструкций шасси.
Он получал высокие результаты при ограниченном бюджете, обширный опыт работы с лёгкими конструкционными материалами позволял ему создавать машины, которые добивались серьёзных результатов в гоночных сериях.
На его машинах выступали такие французские пилоты, как Эрве Гийу, Boudinot , Robinet , Fontan , Rapicault , Guignabodet , Lafond и другие.
Ему был особо близок Марко Джентиль, который в 1989 году разбился на мотоцикле конструкции Фьора.
В 1979 году имя Клода Фьора упоминается в связи с проектированием и созданием шасси «BUT», выполненного из магния.
Это шасси создавалось под мотор Yamaha TZ350F для команды «Rieju» и Фьор был пилотом мотоцикла при проведении гонок на выносливость 24 часа Ле-Мана.
В качестве основного пилота должен был выступить Эрик Оффенштадт, но он отказался и напарником Фьора на этой машине занялся Эрве Гийу.
Об участии Клода Фьора в проекте шасси «BUT» как конструктора не упоминается, но это возможно, так как к тому моменту Фьор имел серьёзный опыт работы с такими материалами и в следующем сезоне 1980—1981 годов в соревнованиях участвует гоночный мотоцикл Фьора, выполненный из алюминия.
Сам Фьор впоследствии говорил о том, что к созданию многорычажной конструкции передней подвески его подтолкнула сложность управления мотоцикла с телескопической вилкой на выходе из медленных поворотов.